# Легка атлетика на літніх Олімпійських іграх 2008 — біг на 5000 метрів (чоловіки)
Змагання з бігу на 5000 метрів у чоловіків на Літніх Олімпійських іграх 2008 у Пекіні проходили 20 та 23 серпня на Пекінському національному стадіоні.

## Медалісти
| Золото                  | Срібло              | Бронза'         |
| Кененіса Бекеле Ефіопія | Еліуд Кіпчоге Кенія | Едвін Сой Кенія |

## Кваліфікація учасників
Національний олімпійський комітет (НОК) кожної країни мав право заявити для участі у змаганнях не більше трьох спортсменів, які виконали норматив А (13:21,50) у кваліфікаційний період з 1 січня 2007 року по 23 липня 2008 року. Також НОК міг заявити не більше одного спортсмена з тих, хто виконав норматив B (13:28,00) за той же період. Кваліфікаційні нормативи були встановлені ІААФ.

## Рекорди
Дані наведено на початок Олімпійських ігор. 
| Світовий рекорд     | Кененіса Бекеле | 12:37,35 с | Хенгело (Нідерланди) | 31 травня 2004 року |
| Олімпійський рекорд | Саїд Ауїта      | 13:05,59 с | Лос-Анжелес (США)    | 11 серпня 1984 року |

Під час забігу Кененіса Бекеле встановив новий Олімпійський рекорд.

## Змагання
| - Q — кваліфікована за місцем у забігу - q — кваліфікована за часом | - WJR — світовий рекорд серед юніорів - AR — рекорд Африки - SB — найкращий результат у сезоні - PB — найкращий результат у кар'єрі | - NR — національний рекорд - DNF — не фінішувала - DQ — дискваліфікована |

## Результати

### Перший забіг
У фінал вийшли по чотири найкращих спортсмени з кожного забігу, плюс три з найкращим часом.
| Місце | Ім'я               | Країна    | Час      | Результат |
| ----- | ------------------ | --------- | -------- | --------- |
| 1     | Метью Теґенкамп    | США       | 13:37.36 | Q         |
| 2     | Еліуд Кіпчоге      | Кенія     | 13:37.50 | Q         |
| 3     | Таріку Бекеле      | Ефіопія   | 13:37.63 | Q         |
| 4     | Кідане Тадассе     | Еритрея   | 13:37.72 | Q         |
| 5     | Алемаєху Безабех   | Іспанія   | 13:37.88 | q         |
| 6     | Алістаїр Ян Крейґ  | Ірландія  | 13:38.57 | q         |
| 7     | Хуан Луїс Барріос  | Мексика   | 13:42.39 | q         |
| 8     | Аніс Селмоні       | Марокко   | 13:43.70 |           |
| 9     | Аадам Усмаел Хаміс | Бруней    | 13:44.76 |           |
| 10    | Коллінс Бірмінгем  | Австралія | 13:44.90 |           |
| 11    | Ґофрі Кусуро       | Уганда    | 13:50.50 |           |
| 12    | Султан Хаміс Заман | Катар     | 13:53.38 |           |
| 13    | Такаюкі Мацумія    | Японія    | 14:20.24 |           |
| 14    | Сое Мін Ту         | М'янма    | 15:50.56 |           |

### Другий забіг
| Місце | Ім'я                | Країна          | Час      | Результат |
| ----- | ------------------- | --------------- | -------- | --------- |
| 1     | Едвін Черуїйот Сой  | Кенія           | 13:46.41 | Q         |
| 2     | Мосес Ндіма Кіпсіро | Уганда          | 13:46.58 | Q         |
| 3     | Абреам Черкос       | Ефіопія         | 13:47.60 | Q         |
| 4     | Хесус Еспана        | Іспанія         | 13:48.88 | Q         |
| 5     | Алі Абдалла         | Еритрея         | 13:49.68 |           |
| 6     | Могамед Фара        | Велика Британія | 13:50.95 |           |
| 7     | Адріан Блінкое      | Нова Зеландія   | 13:55.27 |           |
| 8     | Морад Марофіт       | Марокко         | 14:00.76 |           |
| 9     | Ян Добсон           | США             | 14:05.47 |           |
| 10    | Тонні Вамулва       | Замбія          | 14:06.96 |           |
| 11    | Кевін Салліван      | Канада          | 14:09.16 |           |
| 12    | Алі Саїді-Сиеф      | Алжир           | 14:15.00 |           |
| 13    | Надер Алмассрі      | Палестина       | 14:41.10 |           |
| 99 !  | Rashid Ramzi        | Бруней          | DNS      |           |

### Третій забіг
| Місце | Ім'я                          | Країна            | Час      | Результат |
| ----- | ----------------------------- | ----------------- | -------- | --------- |
| 1     | Бернард Лагат                 | США               | 13:39.70 | Q         |
| 2     | Джеймс Квалія К'Курай         | Катар             | 13:39.96 | Q         |
| 3     | Кененіса Бекеле               | Ефіопія           | 13:40.13 | Q         |
| 4     | Томас Лонгосіва               | Кенія             | 13:41.30 | Q         |
| 5     | Крейг Моттрам                 | Австралія         | 13:44.39 |           |
| 6     | Мокгелд Ал-Отаїбі             | Саудівська Аравія | 13:47.00 |           |
| 7     | Кенсуке Такезава              | Японія            | 13:49.42 | SB        |
| 8     | Мондер Різкі                  | Бельгія           | 13:54.41 |           |
| 9     | Альберто Ґарсія               | Іспанія           | 13:58.20 |           |
| 10    | Філіппе Банді                 | Швейцарія         | 13:59.68 |           |
| 11    | Абделазіз Еннаджі Ель Ідрессі | Марокко           | 14:05.30 |           |
| 12    | Абдінасир Ібрагім             | Сомалі            | 14:21.58 |           |
| 99 !  | Селім Байрак                  | Туреччина         | DNS      |           |
| 99 !  | Гасан Мабуб                   | Бруней            | DNS      |           |
| 99 !  | Девід Ґалван                  | Мексика           | DNS      |           |

### Фінал
23 August 2008 — 20:10
| Місце | Ім'я                | Країна   | Час      | Результат |
| ----- | ------------------- | -------- | -------- | --------- |
| 1     | Кененіса Бекеле     | Ефіопія  | 12:57.82 | OR        |
| 2     | Еліуд Кіпчоге       | Кенія    | 13:02.80 |           |
| 3     | Едвін Сой           | Кенія    | 13:06.22 | SB        |
| 4     | Мозес Кіпсіро       | Уганда   | 13:10.56 |           |
| 5     | Абрахам Черкос      | Ефіопія  | 13:16.46 |           |
| 6     | Таріку Бекеле       | Ефіопія  | 13:19.06 |           |
| 7     | Хуан-Луїс Барріос   | Мексика  | 13:19.79 | SB        |
| 8     | Джеймс Квал Сі-Куру | Катар    | 13:23.48 |           |
| 9     | Бернард Лагат       | США      | 13:26.89 |           |
| 10    | Кідан Тадассе       | Еритрея  | 13:28.40 |           |
| 11    | Алемаєху Безабех    | Іспанія  | 13:30.48 |           |
| 12    | Томас Лонгосіва     | Кенія    | 13:31.34 |           |
| 13    | Маттей Тегенкамп    | США      | 13:33.13 |           |
| 14    | Хесус Еспана        | Іспанія  | 13:55.94 |           |
| 99 !  | Елістер Ян Кракко   | Ірландія | DNF      |           |

### Проміжні лідери
| Дистанція | Ім'я            | Країна  | Час      |
| --------- | --------------- | ------- | -------- |
| 1000 м    | Таріку Бекеле   | Ефіопія | 2:45.49  |
| 2000 м    | Таріку Бекеле   | Ефіопія | 5:22.29  |
| 3000 м    | Кененіса Бекеле | Ефіопія | 8:00.85  |
| 4000 м    | Кененіса Бекеле | Ефіопія | 10:32.52 |